# Arcteonais lomondi
Arcteonais lomondi är en ringmaskart som först beskrevs av Martin 1907. Enligt Catalogue of Life ingår Arcteonais lomondi i släktet Arcteonais och familjen glattmaskar, men enligt Dyntaxa är tillhörigheten istället släktet Arcteonais och familjen Naididae. Arten är reproducerande i Sverige. Inga underarter finns listade i Catalogue of Life.